# Ginger Gonzaga

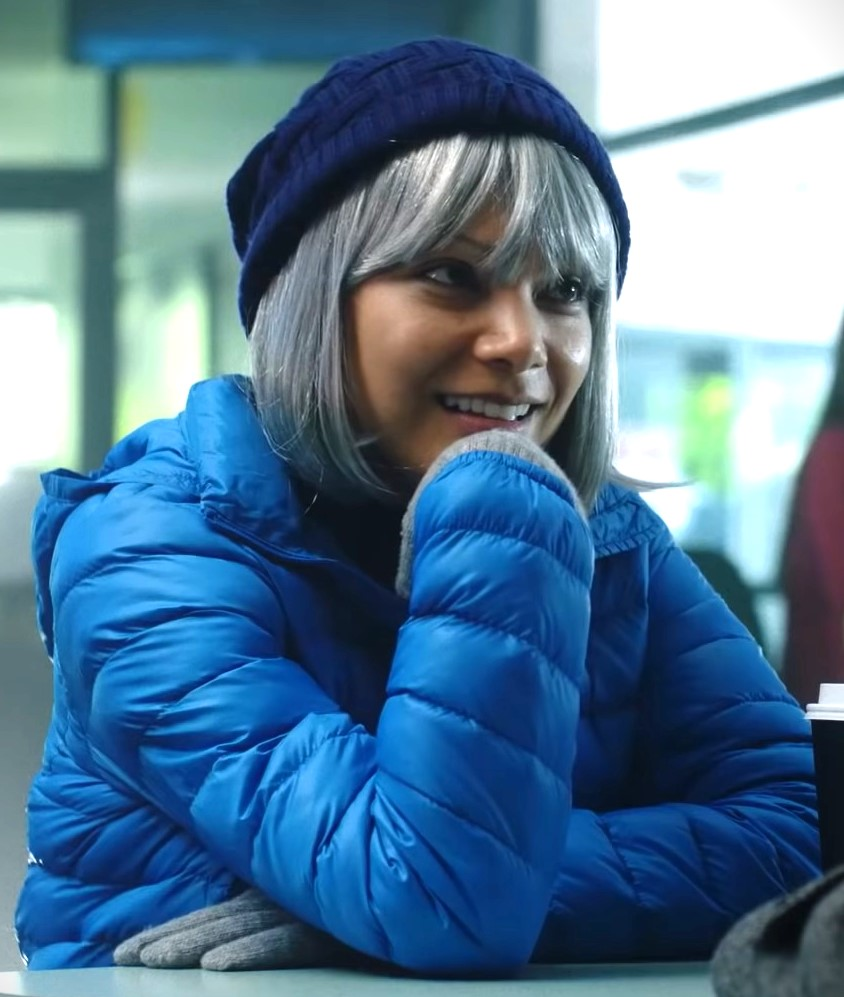
Ginger Gozaga, 2018

Ginger Gonzaga (* 17. Mai 1983 in Modesto, Kalifornien, Vereinigte Staaten) ist eine US-amerikanische Komikerin und Schauspielerin.

## Leben
Gonzaga wuchs in Modesto, Kalifornien auf, wo sie die Beyer High School besuchte. Ihre Mutter ist Niederländerin und ihr Vater Philippiner. Sie besuchte die University of California, Berkeley und die University of California, Santa Barbara, wo sie Politikwissenschaft studierte. Gonzaga schloss ihr Studium ein Jahr früher ab, um an der Schule The Groundlings ausgebildet zu werden, und studierte anschließend Improvisation bei Second City und Upright Citizens Brigade.
Seit Ende der 2000er Jahre tritt sie in Film und Fernsehen auf. Ihr Schaffen umfasst mehr als 60 Produktionen.
Gonzaga moderierte die tägliche Popkultur-Zusammenfassungsshow The Morning After auf Hulu.
Gonzaga war von 2018 bis 2019 mit dem Schauspieler Jim Carrey liiert. Gonzaga ist bisexuell.

## Filmographie (Auswahl)
- 2009–2011: In Gayle We Trust
- 2011–2012: The Morning After
- 2012: Ted
- 2012–2020: Family Guy
- 2013–2014: Legit
- 2014: Verrückt nach Barry (Someone Marry Barry)
- 2014: Mixology
- 2014: Anger Management
- 2016: Togetherness
- 2016: Angel from Hell
- 2016: Punching Henry
- 2016: Dean
- 2016–2017: Wrecked – Voll abgestürzt! (Wrecked)
- 2017: Literally, Right Before Aaron
- 2016–2019: Those Who Can't
- 2017: Chance
- 2017–2018: I'm Dying Up Here
- 2017–2022: Robot Chicken
- 2018: Champions
- 2018: Alone Together
- 2018: Kidding
- 2018: Room 104
- 2019: Grace and Frankie
- 2019: Bajillion Dollar Propertie$
- 2020: Space Force
- 2020: Bad Therapy
- 2022: Kenan
- 2022: Tuca & Bertie
- 2022: She-Hulk: Die Anwältin (She-Hulk: Attorney at Law)
- 2023: True Lies
- 2025: Grosse Pointe Garden Society